# Trứng Scotch
 Một quả trứng Scotch bao gồm cả một quả trứng mềm hoặc cứng được bọc trong xúc xích, bọc trong vụn bánh mì và nướng hoặc chiên ngập dầu.